# 汪砢玉
汪砢玉（1587年—？），一作珂玉，初名国润，字源昆，号玉水。南直隶徽州人。明朝书画家、藏书家。
沈士英之子。世代業鹽，寄居嘉兴，万历四十七年与魏仲雪、沈止柏结诗社于北山草堂。崇祯年間，官至山东盐运使判官。崇祯十六年（1643年），著有《珊瑚网》48卷。明亡後不知所終。